# Vinemina perdita
Vinemina perdita là một loài bướm đêm trong họ Geometridae.